# Vogel Grijp

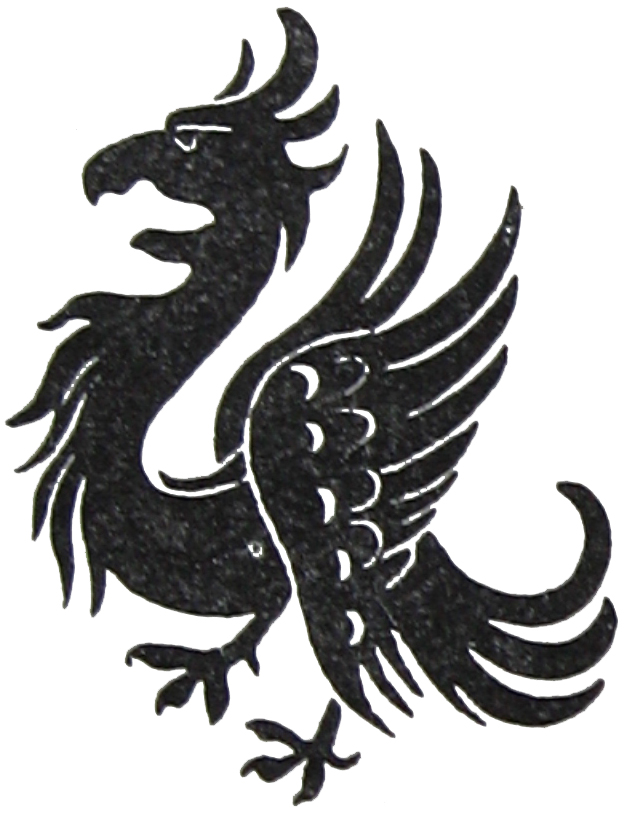
Vogel Grijp

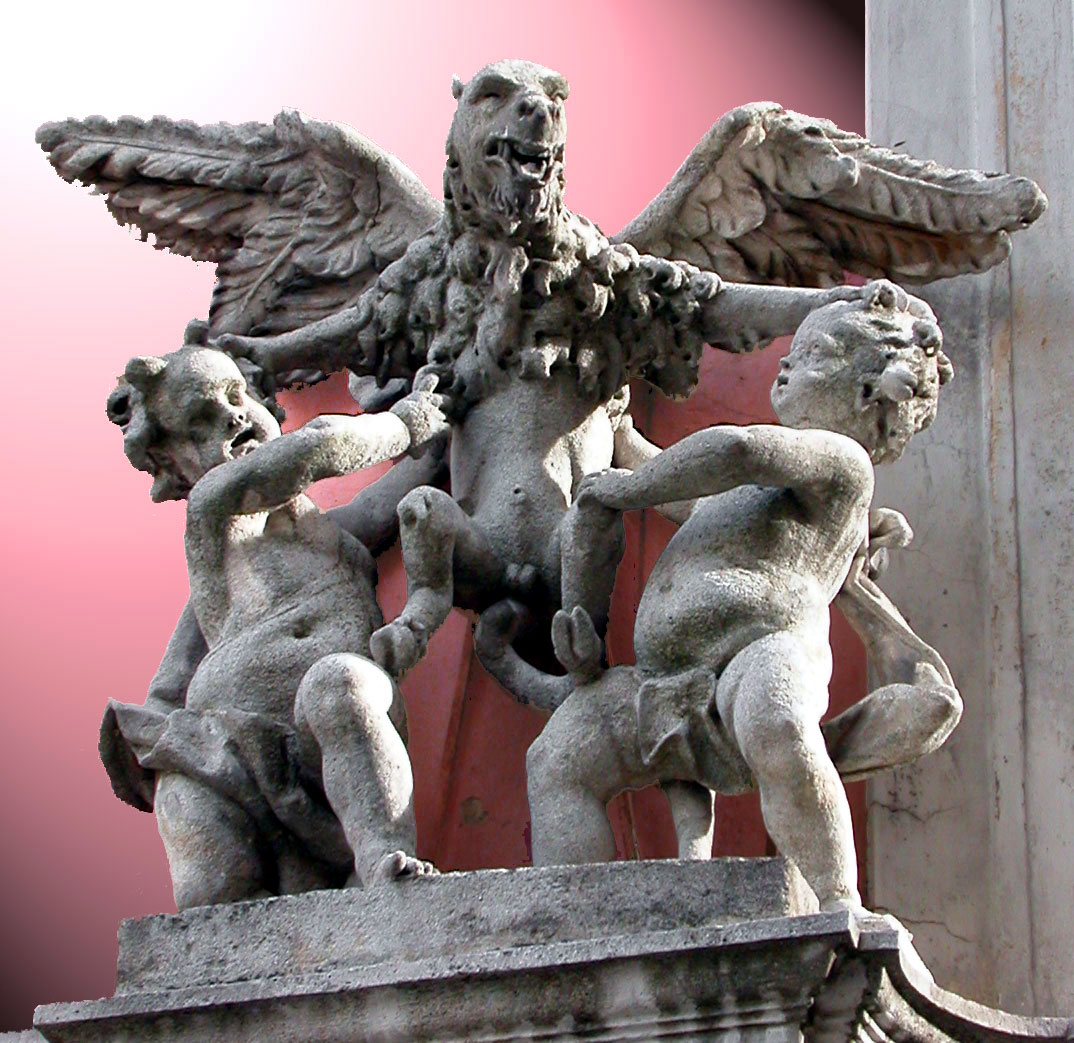
Vogel Greif en engelen, Wenen

Rockstocker Greif

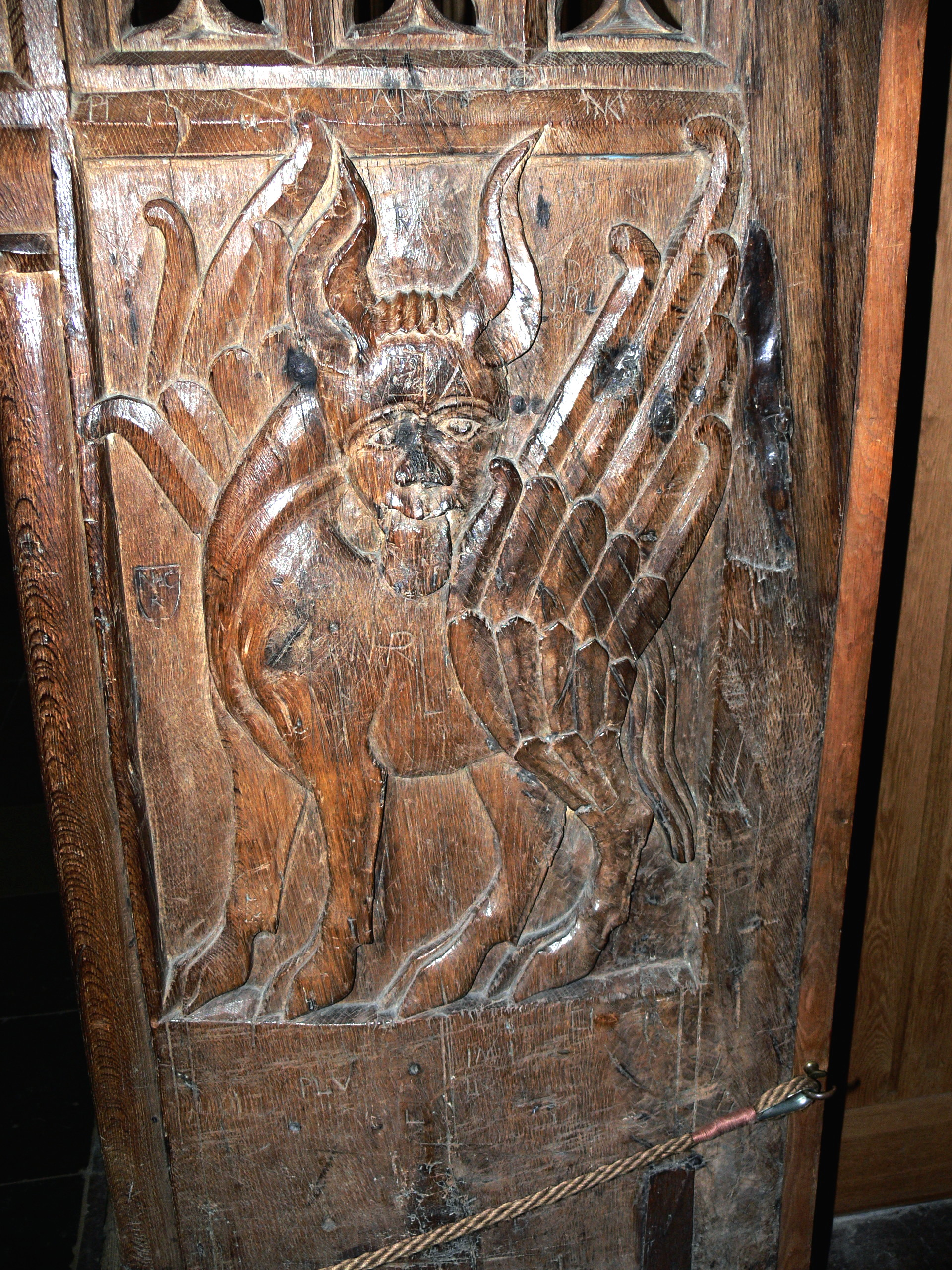
Vogel Grijp, 16e eeuw

Vogel Grijp is een fabeldier en een sprookje uit Kinder- und Hausmärchen, de verzameling van de gebroeders Grimm, met als nummer KHM165. De oorspronkelijke naam is Der Vogel Greif.
Vogel Grijp heeft een adelaarskop, adelaarsvleugels en het lichaam van een leeuw. Koning der dieren in de lucht en op aarde. Grijp kan een verbastering zijn van cherub, engel en is een Nederlandse benaming voor griffioen.

## Het verhaal
Een koning heeft alleen een dochter en zij is altijd ziek. Er wordt voorspeld dat ze zal genezen als ze een appel eet. De koning laat appels uit het hele rijk brengen en degene die haar beter kan maken, krijgt de koningsdochter als vrouw. Een boer met drie zonen stuurt zijn oudste zoon Oele met appels naar het hof. Hij komt een asgrauw mannetje tegen en Oele antwoordt dat hij kikkerpoten bij zich heeft. Oele komt bij het paleis en wil de appels aan de dochter geven, maar er zitten kikkerpoten in en hij wordt weggejaagd.
De tweede zoon, Sam, gaat ook op weg, maar het vergaat Sam precies zoals zijn oudere broer: er blijkt varkenshaar in zijn mand te zitten en ook hij wordt weggejaagd. De derde zoon, Domme Hans, wil ook graag naar het hof, maar zijn vader ziet het niet zitten. Na lang aandringen mag hij toch gaan en hij is erg blij en ontmoet het grijze mannetje. Hij vertelt dat hij appels bij zich heeft en het mannetje vertelt dat dit zo blijft. Bij het hof wordt hij geweigerd, omdat er twee bedriegers zijn geweest. Hij wordt toch bij de koning gebracht en deze ziet de goudgele appels. De koningsdochter komt gezond uit bed na het eten van een appel.
De koning wil het huwelijk nog niet toestaan en wil een bootje dat net zo snel over water gaat als over land. Hans gaat naar huis en vader laat Oele een bootje maken. Tijdens het middaguur vraagt een grijs mannetje wat hij aan het maken is en Oele antwoordt: pollepels. Sam gaat naar het bos en vertelt het mannetje ook een leugen, de derde dag gaat Hans en hij zegt dat hij een bootje maakt dat op het land net zo hard gaat als op water. Het mannetje zegt dat dit zo is en 's avonds roeit Hans naar de koningsstad en moet van de koning nog honderd hazen hoeden. Hans krijgt een fluitje van het mannetje en de hazen zullen terugkomen als hij hier op blaast. De koningsdochter neemt een haasje mee, maar na honderd stappen keert het dier terug naar de kudde.

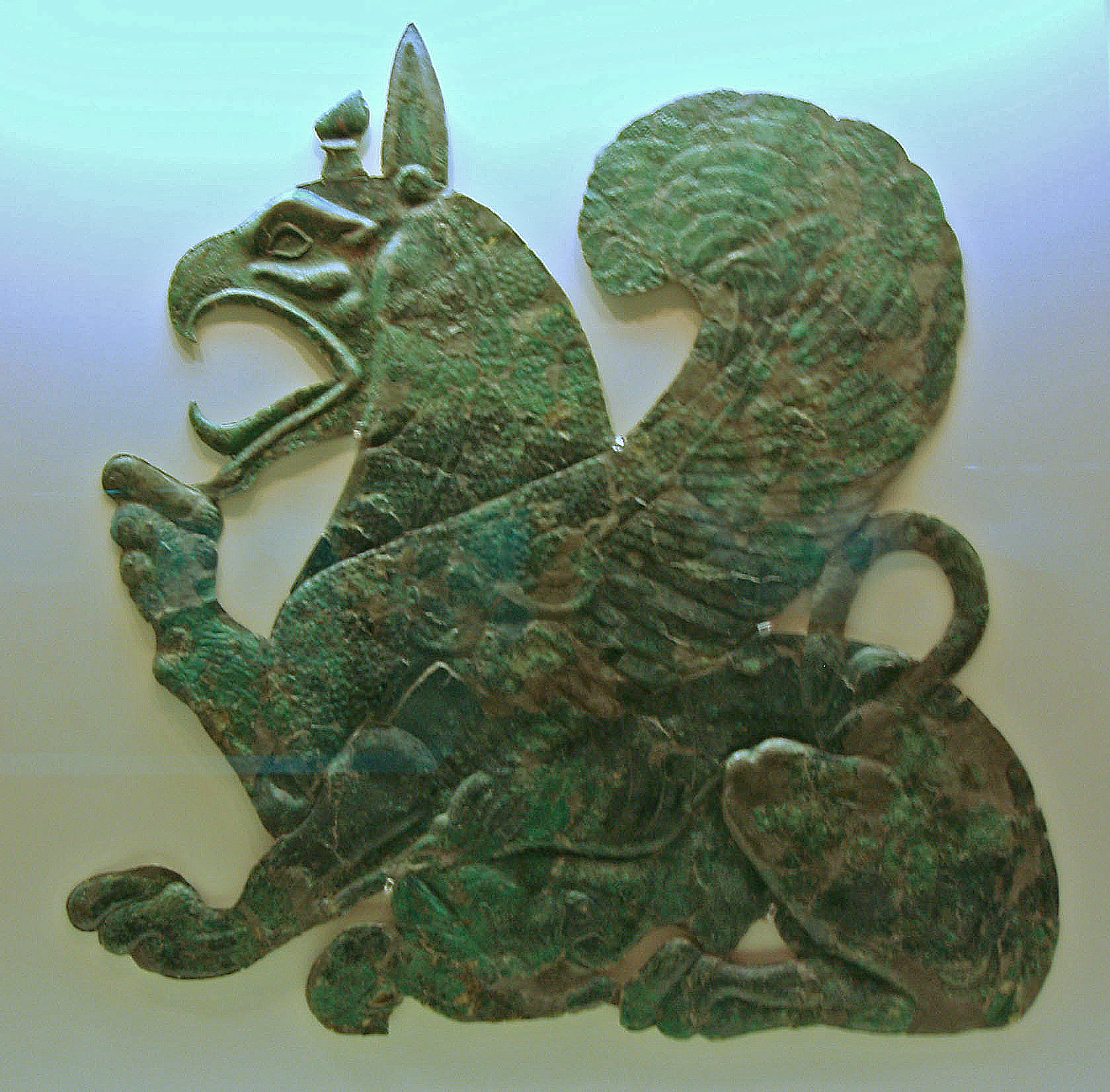
Vogel Grijp, ca. 630-620 v.Chr.

Hans keert terug met de honderd hazen en moet een veer uit de staart van Vogel Grijp halen. Hij krijgt onderdak in een kasteel, want er waren nog geen herbergen. De kasteelheer is het sleuteltje van zijn ijzeren geldkist kwijt en Vogel Grijp weet alles, hij vraagt Hans hem naar de sleutel te vragen. Hans komt bij een ander kasteel met een zieke dochter en hij belooft Vogel Grijp te vragen hoe ze kan genezen. Hans komt bij een rivier en een grote man draagt iedereen naar de overkant. Hans belooft te vragen waarom hij dit moet doen.
Hans komt bij het huis van Vogel Grijp, maar alleen zijn vrouw is thuis. Ze vertelt dat geen enkel christenmens met Vogel Grijp kan praten en hij moet zich onder zijn bed verstoppen, zodat hij 's nachts een veer pakken kan. De vrouw belooft de vragen aan haar man te stellen en Vogel Grijp ruikt een christen als hij thuiskomt. Vogel Grijp vertelt dat de sleutel in de houtschuur achter de deur onder de stapel hout ligt en de dochter kan beter worden met haar eigen haren, die een pad als nest heeft gebruikt onder de keldertrap. De grote man hoeft niemand meer naar de overkant te brengen, als hij iemand in het midden van de rivier van zijn schouders laat.
De man is dankbaar en wil Hans nog eenmaal overdragen, maar Hans wijst dit af en trekt verder naar het kasteel. Hij tilt de zieke dochter de keldertrap af en geeft het paddennest aan haar, waarna ze genezen is. De ouders geven geschenken van goud en Hans gaat naar het volgende kasteel en vindt de sleutel in de houtschuur. Hans krijgt goud uit het kistje en koeien, schapen en geiten. Hans komt bij de koning en vertelt dat Vogel Grijp gaf wat hij wilde. De koning gaat op weg naar de rivier en wordt midden in het water van de schouders van de man gelaten. De koning verdrinkt en de man gaat ervandoor, Hans trouwt en wordt koning.

## Achtergronden bij het verhaal
- Het sprookje werd verteld door de Friedrich Schmid en was opgetekend in Zwitsers dialect.
- Het schip dat vaart over land en over zee is bekend uit de Noordse mythologie en sagenwereld. Zie ook De gouden gans (KHM64).
- De drie veren uit de staart van Vogel Grijp zijn te vergelijken met de drie gouden haren van de duivel in De duivel met de drie gouden haren (KHM29).
- Vogel Grijp komt ook voor in De zingende springende leeuwerik (KHM88).
- In veel sprookjes trekt de domoor juist aan het langste eind omdat hij andere kwaliteiten heeft, zie Sprookje van iemand die erop uittrok om te leren griezelen (KHM4), Het zingende botje (KHM28), De drie talen (KHM33), De bijenkoningin (KHM62), De drie veren (KHM63), Gelukkige Hans (KHM83), Het aardmanneke (KHM91) en De arme molenaarsknecht en het katje (KHM106). De domoor is vaak de derde zoon en heet vaak Hans (denk aan de uitdrukking "zit niet zo te hannessen"). In Russische sprookjes heet hij Iwan. In het heden past hij niet, maar hij zal slagen in de toekomst.
- Het kleine, grijze of oude mannetje treedt vaak op als helper van de mens, maar kan ook boosaardig zijn. Denk ook aan een kabouter, dwerg, gnoom, trol of onderaardse geest. Zie hiervoor ook Het zingende botje (KHM28), De kabouters (KHM39), Repelsteeltje (KHM55), De bijenkoningin (KHM62), De gouden gans (KHM64), Het aardmanneke (KHM91), Het water des levens (KHM97), De geest in de fles (KHM99), De jood in de doornstruik (KHM110), Sterke Hans (KHM166) en De geschenken van het kleine volkje (KHM182).
- Het verbergen door de vrouw gebeurt ook in Sjaak en de bonenstaak en De roversbruidegom (KHM40). Zie ook De twaalf broeders (KHM9), waarin een zusje door de jongste broer wordt verstopt.
- Vergelijk De draak met de zeven koppen.
- Zie ook Het verhaal van het Keizerskanaal.